# Иринарх (Павлов)
Ирина́рх (в миру Ива́н Андре́евич Па́влов; 1878, Промзино, Симбирская губерния — 20 октября 1937, Ульяновск, Куйбышевская область) — участник григорианского раскола, в котором имел сан епископа.

## Биография
Родился в 1878 году в селе Промзино (ныне — Сурское в Ульяновской области) в крестьянской семье. Окончил сельскую двухклассную церковно-приходскую школу.
С 1898 года — послушник Алатырского Троицкого монастыря Симбирской епархии. С 1911 года — послушник Тверского Николо-Малицкого монастыря. Принял монашество с именем Иринарх. Рукоположён в сан иеромонаха.
С 1917 года проживал у родителей в селе Промзино Алатырского уезда Симбирской губернии. С 1922 года священник Казанской церкви селе Кивать Карсунского уезда Симбирской епархии. С момента приезда приступил к строительству новой церкви.
В 1926 году перешёл в юрисдикцию ВВЦС. В том же году арестован по обвинению в антисоветской агитации. Содержался в Ульяновской тюрьме. Через восемь месяцев освобождён.
Вернулся в село Кивать и достроил новую церковь. Возведён в сан игумена, а затем в сан архимандрита.
В январе 1928 года в Москве митрополит Григорий (Яцковский) и другие архиереи ВВЦС хиротонисали его во епископа Благовещенского. Кафедра располагалась в Покрово-Николаевской церкви города Благовещенска.
В апреле 1928 года назначен епископом Красноярским. Кафедра располагалась в Покровской церкви Красноярска.
В ноябре 1928 года уволен за штат по болезни. Выехал в село Кивать.
В январе 1930 года назначен епископом Владивостокским. Кафедра располагалась в Николаевской церкви города Владивостока.
2 июня 1931 года арестован по обвинению в антисоветской пропаганде. 2 декабря 1931 года постановлением Особого совещания при Коллегии ОГПУ приговорён к 3 годам концлагеря. Этапирован в город Ульяновск. 21 сентября 1932 года постановлением Особого совещания при Коллегии ОГПУ приговорён к 10 годам концлагеря. Этапирован в Темниковскиё лагерь НКВД (Мордовия). В августе 1933 года освобождён досрочно.
В том же году стал священником Ульяновской епархии юрисдикции ВВЦС. Назначен к закрытой Преображенской церкви села Загоскино Майнского района, где был оштрафован сельсоветом за нарушение антирелигиозного законодательства. Назначен к Троицкой церкви села Абрамовка Майнского района, но к месту служения не выехал. 3 апреля 1934 года назначен к Сретенской церкви села Беклемишево Маинского района, но к месту служения не выехал. 18 апреля 1934 года назначен священником Успенской церкви села Кузоватово того же района. В ноябре 1934 года назначен настоятелем Михаило-Архангельской церкви города Карсуна Ульяновской епархии. В связи с закрытием церкви переехал в село Большой Кувай Сурского района, где проживала его мать. С 1936 года — священник Христорождественской церкви села Усть-Урень и благочинный церквей Карсунского и Кузоватовского районов.
30 июля 1937 года арестован по сфабрикованному делу «фашистско-повстанческой церковно-монархической контрреволюционной организации». Содержался в Ульяновской тюрьме. 29 сентября постановлением Тройки НКВД СССР по Куйбышевской области приговорён к высшей мере наказания. Расстрелян 20 октября 1937 года.
Деятель неканонического православия Амвросий Сиверс в своих псевдоисторических исследованиях приписывал Иринарху участие в «Кочующем» соборе, а также утверждал, что тот был жив ещё в 1953 году, что не подтверждается документами.